# Plaza Egaña (métro de Santiago)
Plaza Egaña est une station de correspondance des lignes 3 et 4 du métro de Santiago au Chili. Elle est située, sous la place éponyme, à la limite entre les communes de La Reina et Ñuñoa.

## Situation sur le réseau

Plan du métro.

Établie en souterrain, Plaza Egaña est une station de correspondance entre les lignes 3 et la 4 du métro de Santiago. Elle dispose de deux sous-stations :
Plaza Egaña L3, est une station de passage de la ligne 3, située entre la station Villa Frei, en direction du terminus Los Libertadores, et la station Fernando Castillo Velasco, terminus sud-est de la ligne. Elle dispose des deux voies de la ligne encadrées par deux quais latéraux.
Plaza Egaña L4, est une station de passage de la ligne 4, située entre la station Simón Bolívar, en direction du terminus nord Tobalaba, et la station Los Orientales, en direction du terminus sud Los Plaza de Puente Alto. Elle dispose des deux voies de la ligne encadrées par deux quais latéraux.

## Histoire
La station est mise en service le 30 novembre 2005, lors de l'ouverture à l'exploitation de la section de 7,7 km, de Tobalaba à Grecia de la ligne 4,. La station est nommée en référence à la place éponyme située au-dessus.
La correspondance est établie le 22 janvier 2019, lors de l'ouverture à l'exploitation de la station Plaza Egaña L3 avec les 20 km de la ligne 3, entre Los Libertadores et Fernando Castillo Velasco,.

## Services aux voyageurs

### Accès et accueil
La station comprend quatre accès dont deux sont équipés d'ascenseurs qui permettent l'accessibilité des personnes à mobilité réduite,.

### Desserte

#### Plaza Egaña L3
La station est desservie par les rames qui circulent sur la ligne 3 du métro.

Installations
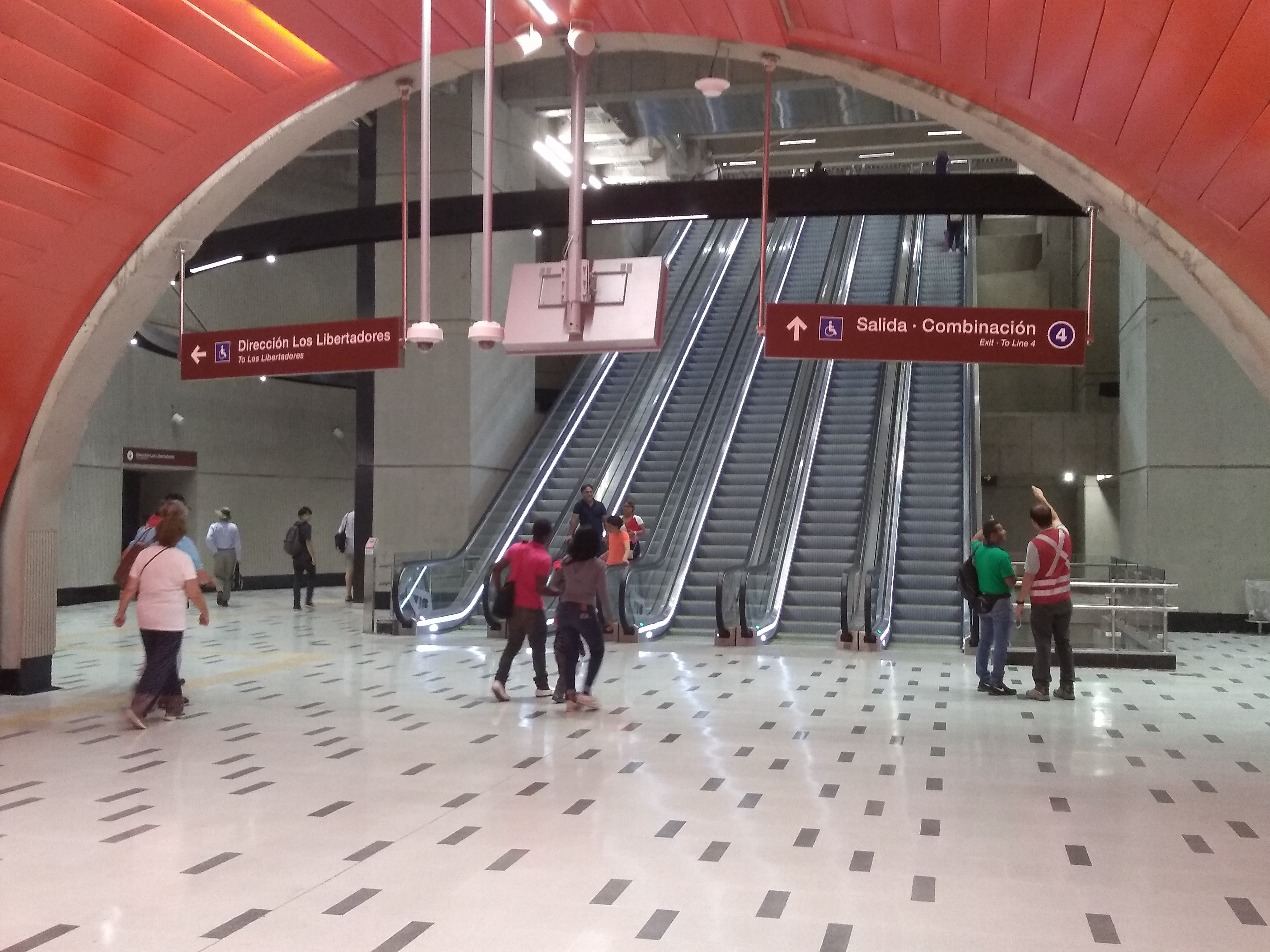
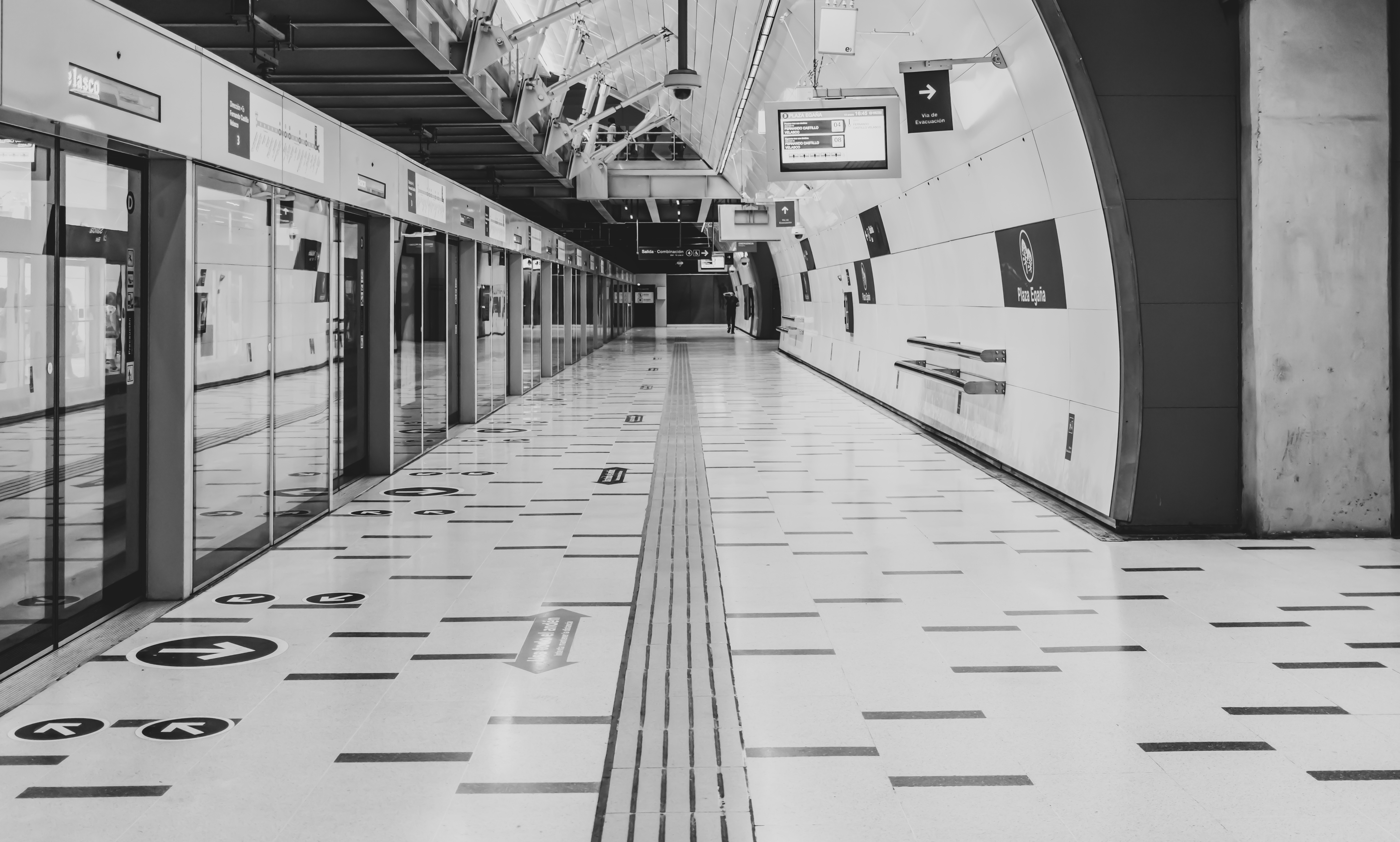
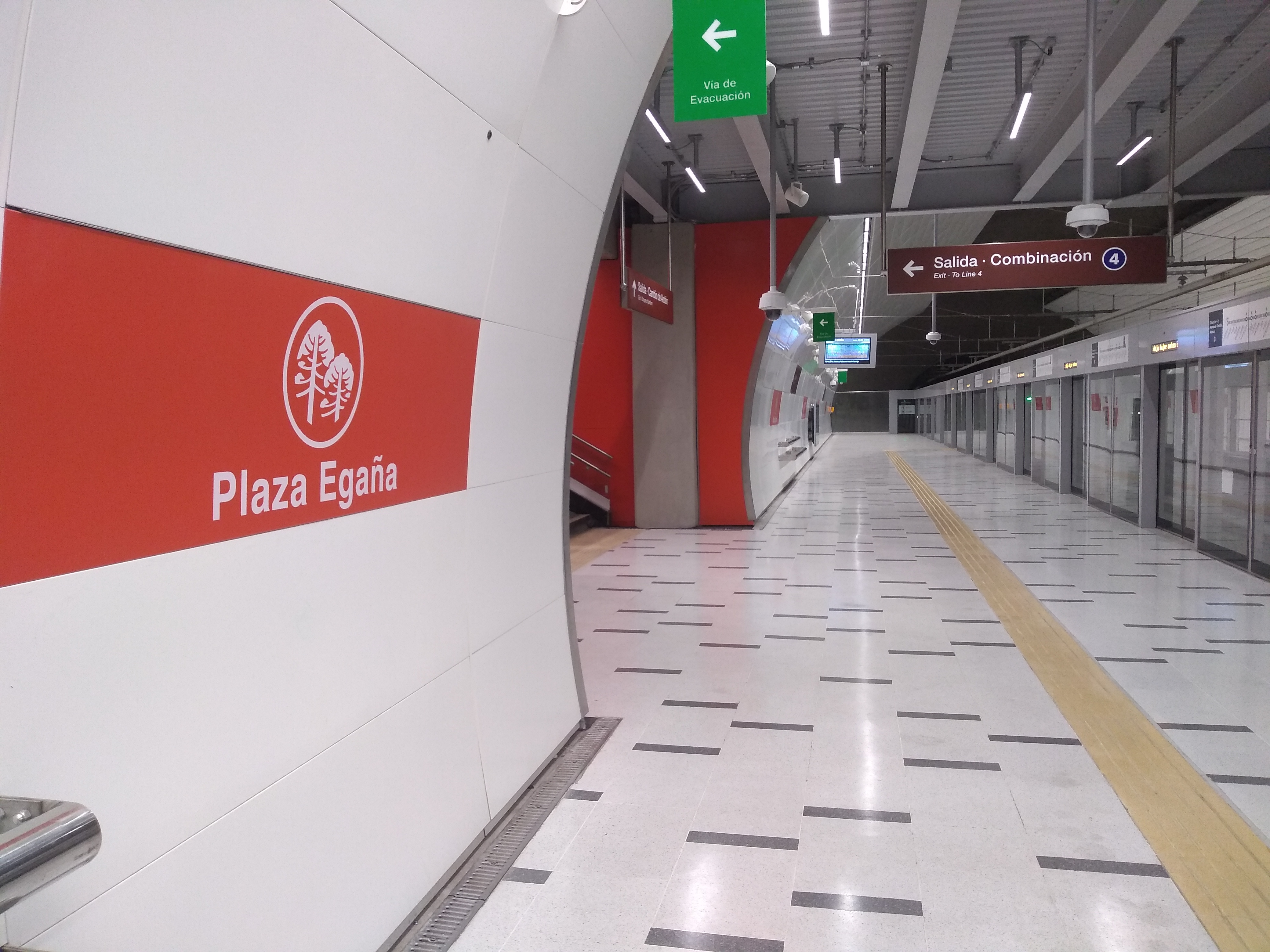

#### Plaza Egaña L4
Sur la ligne 4, elle est desservie par des rames expresses de 6 h à 9 h et de 18 h à 19 h.

Installations
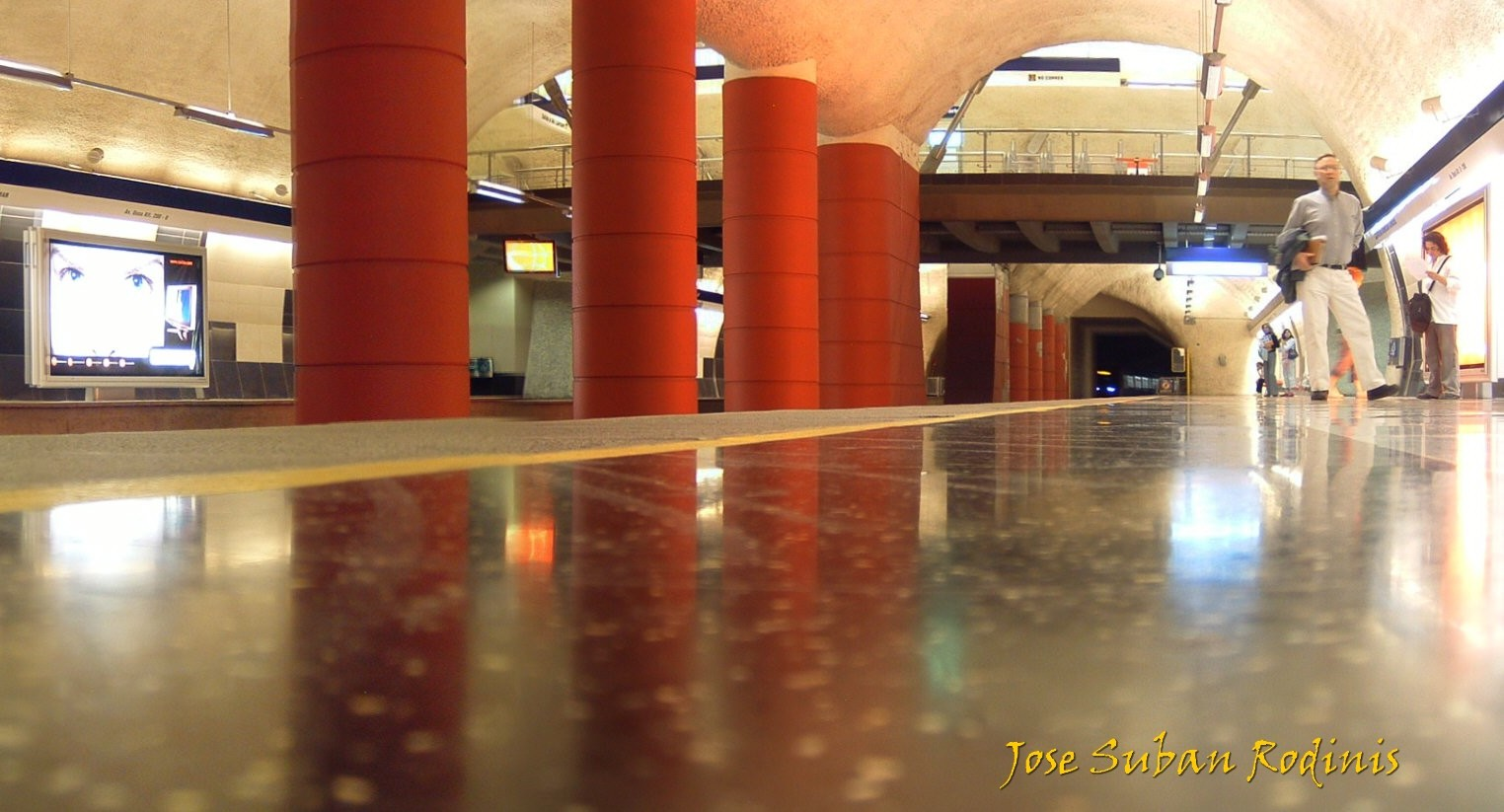
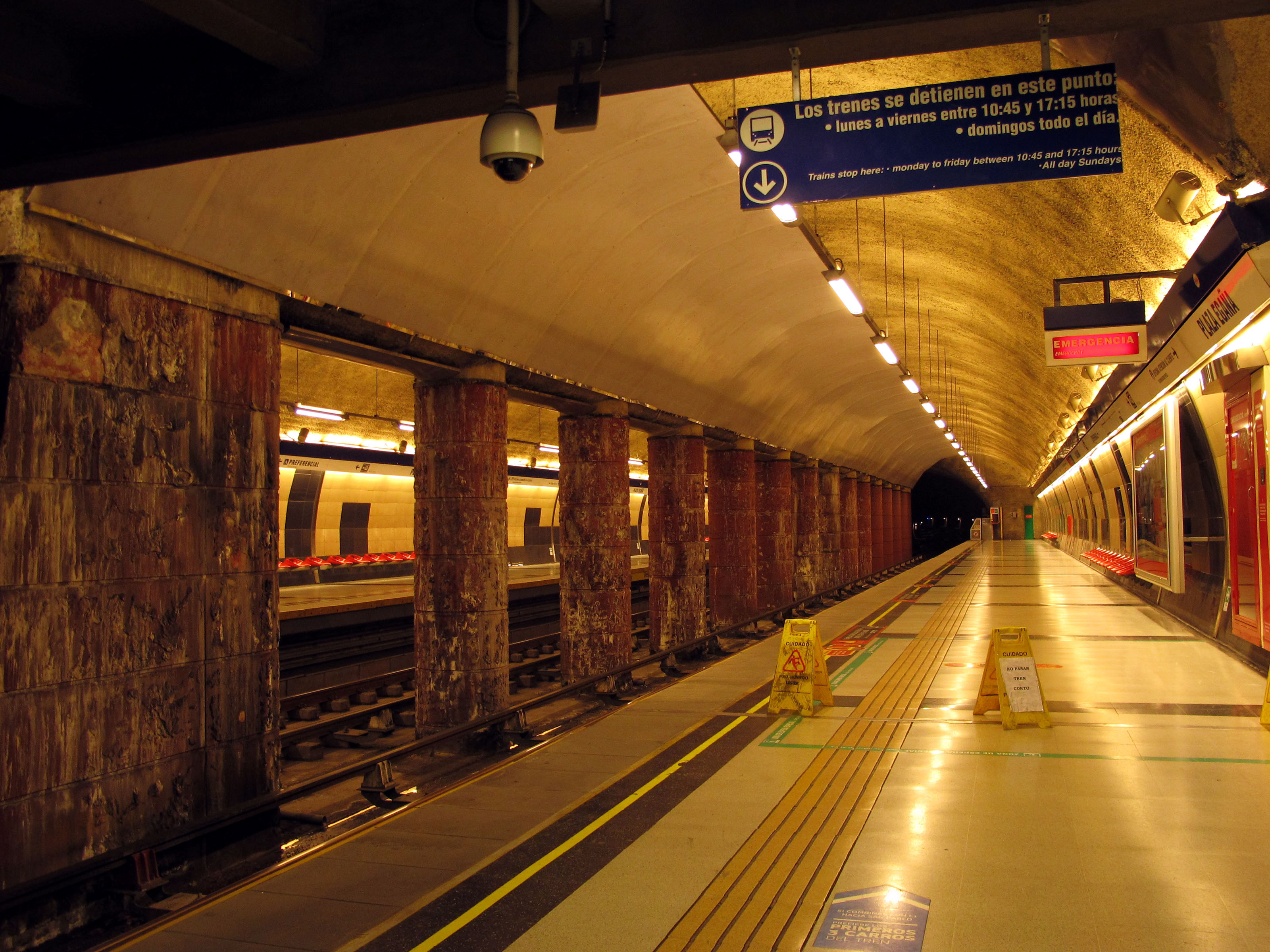

### Intermodalité
À proximité des arrêts de bus sont desservis par plusieurs lignes.